# Mlýn Na Kameni
Mlýn Na Kameni (Kamenský, Kindlův, Rohanský, Šaškovský) je zaniklý vodní mlýn v Karlíně v Praze 8, který stál na pravém břehu Vltavy. Později se stal součástí Ronzova parního mlýna.

## Historie

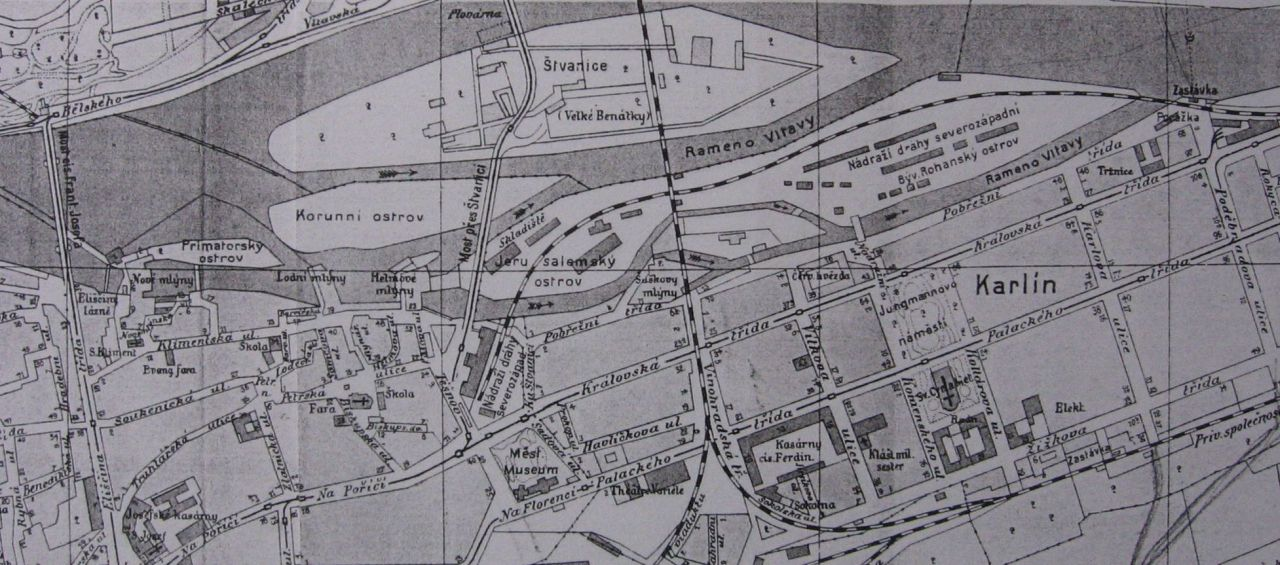
Karlín kolem roku 1910

Vodní mlýn je zmíněn v nedatovaném privilegiu Václava I. (1230–1253), podle kterého dostal řád křižovníků - Strážců Božího hrobu kromě jiných statků mlýn zvaný Na Kameni pod mlýny Helmovskými. Roku 1320 jej křižovníci prodali měšťanům Konrádovi ze Žatce a Petzoldovi z Prahy. Majitelé se střídali, až jej roku 1432 koupila staroměstská obec.
V roce 1432 zničila mlýny Na Kameni i Helmovské povodeň a mlýniště bylo nazýváno "mlýnské smetiště". O tři roky později jej staroměstská obec prodala za 100 kop grošů staroměstskému měšťanu Janu Velvarovi, který mlýn obnovil a spolu s Velkým ostrovem a přívozem dál prodal.
V roce 1517 mlýny Na Kameni a Helmovské koupila za 11.000 kop grošů opět staroměstská obec, která mlýn Kamenský již roku 1544 prodala mlynáři Martinu Šaškovi za 1000 kop grošů. Mlýn se třemi stoupami nemohl mlynář dál prodat bez povolení obce, musel jí ročně odváděl 10 kop grošů a mlít pro obecní dvůr zdarma. K mlýnu patřila také pila a mlynář měl povinnost pro obec řezat dřevo.
Mlynář Jan Šašek vybudoval v roce 1550 z nánosů Vltavy ostrov po něm pojmenovaný „Šaškovský“ (zanikl) a na uměle vybudovaném náhonu postavil mlýny nové. Roku 1574 vznikl spor Starého Města Pražského s vdovou Annou Šaškovou o vlastnictví ostrůvku; jemu poté Anna Šašková roku 1586 prodala mlýn Na Kameni i s příslušenstvím za 420 kop grošů.
Roku při obraně Prahy před Švédy byly „kostel starožitný a špitál sv. Petra se dvorem, mlejny obecními velmi nákladně vystavěnými slově Šaškovskými, s dvouma papírnami, jednou obecní a druhou Freyovskou“ zapáleny a po skončení války opět obnoveny. Poté mlýn opět měnil majitele a prošel i dražbou. V roce 1820 jej koupili průmyslníci Przibram a Jerusalem a zřídili zde továrnu na kartony
V roce 1882 byl mlýn začleněn do Ronzových mlýnů. V souvislosti s regulací Vltavy, výstavbou plavebních komor mezi Karlínem a ostrovem Štvanice a úpravou nábřeží byl roku 1929 mlýnský kanál zasypán a mlýn ukončil provoz. V roce 1930 areál vlastnilo Výrobní mlynářské družstvo v Praze. Roku 1958 byly budovy zbořeny.

## Popis
Mlýn měl v první polovině 19. století čtyři vodní kola na spodní vodu. V roce 1855 měl již celkem osm mlecích složení (v čp. 10 pět složení), 4 vodní žlaby (v čp. 10 jeden žlab) a 10 kol (v čp. 10 tři kola). Roku 1930 měl jedno kolo na spodní vodu o průtoku 7,3 m³/s, spádu 0,88 metru a výkonu 25 HP.